# Laephotis angolensis
Laephotis angolensis är en fladdermusart som beskrevs av Albert Monard 1935. Laephotis angolensis ingår i släktet Laephotis och familjen läderlappar. IUCN kategoriserar arten globalt som otillräckligt studerad. Inga underarter finns listade i Catalogue of Life.
Denna fladdermus hittades bara i centrala Angola och i södra Kongo-Kinshasa. Kanske förekommer arten i norra Zambia. Habitatet i utbredningsområdet är savanner.
Enligt måtten från några få individer är kroppslängden (huvud och bål) 46 till 50 mm, svanslängden 36 till 38 mm och underarmarnas längd 32 till 36 mm. Arten har 15 till 18 mm långa öron. Den saknar liksom andra läderlappar en hudflik (blad) på näsan. Ovansidan är täckt av gulbrun till rödbrun päls och på undersidan förekommer krämvit päls. Strupen och hakan är mer ljusgrå. Huvudet kännetecknas av en naken region kring nosen och ögonen som har en mörkbrun färg. De trekantiga öronen står ganska nära varandra men de är inte sammanlänkade. De bruna vingarna kan på vissa ställen ha en vit kant. Svansens är helt inbäddad i den del av flygmembranen som ligger mellan bakbenen.